# Эвфемизм

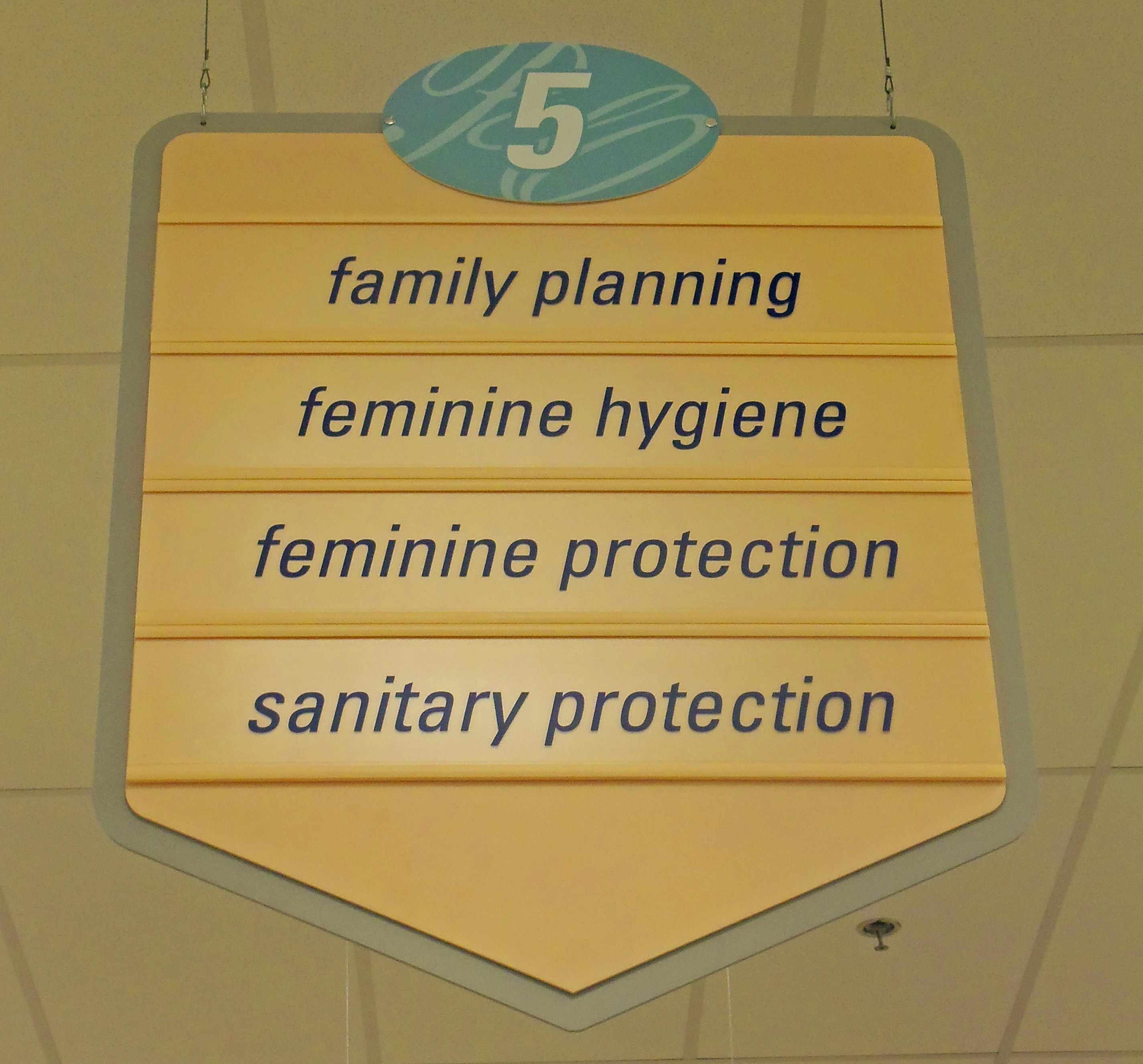
Вывеска американской аптечной сети Rite Aid с распространёнными эвфемизмами для обозначения: противозачаточных средств, спринцеваний, гинекологических тампонов и женских гигиенических прокладок

Эвфеми́зм (от греч. ἐυφήμη «благоречие» ← др.-греч. εὖ «хорошо» + φήμη «речь, молва») — нейтральное по смыслу и эмоциональной «нагрузке» слово или описательное выражение, обычно используемое в текстах и публичных высказываниях для замены других, считающихся неприличными или неуместными, слов и выражений.
В политике эвфемизмы часто используются для смягчения некоторых слов и выражений с целью введения общественности в заблуждение и фальсификации действительности. Например, использование выражения «допрос с пристрастием» вместо слова «пытки», «акция» у нацистов для завуалированного названия массовых расстрелов и т. п.
Эвфемизмы используются в речевых или печатных текстах для замены слов, признанных грубыми или «непристойными», например, бранно-ругательных и нецензурных слов. Иногда в качестве эвфемизмов используются «нелитературные» слова с меньшей отрицательной «нагрузкой», чем брань и мат — просторечные, жаргонные, авторские. Использование эвфемизмов значительно смягчает негативную «нагрузку» на текст бранных или матерных слов, хотя в большинстве случаев по эвфемизму либо по смыслу текста можно установить, какое слово он заменяет.
В основе явления эвфемизма лежат:
- издавна известные языковые табу, запрещавшие произносить прямые наименования таких опасных предметов и явлений, как, например, боги или болезни, поскольку акт их упоминания, считалось, может вызвать само явление. Также известны широко употребительные и поныне эвфемизмы, обусловленные религиозными убеждениями, типа «нечистый» вместо «чёрт».
- факторы социальной диалектологии.

По мере того, как утончаются формы быта человека, прямые обозначения известных предметов и явлений (например, некоторых физиологических актов и частей человеческого тела) начинают почитаться одиозными и изгоняются из языка, в особенности из его литературного отражения. Так, для знатного патриция в эпоху расцвета экономической и политической мощи Рима становятся неприемлемыми некоторые обороты более ранней эпохи: лат. Noli dici morte Africani “castratam” esse rem publicam (Цицерон, «De oratore», II).
Средневековое рыцарство избегает в куртуазной поэзии прямых обозначений половых органов, демонстративно сохраняемых в своём языке выдвигающимся третьим сословием («Роман о Розе»). Особой склонностью к эвфемизмам отличается обычно язык в момент стабилизации культуры, например языковое жеманство в аристократических салонах XVI—XVII веков, язык литературы XIX века.
Не только в общении применяются иные формы обращения, но и о пороках или проступках говорится в особо смягчённых выражениях. На «обнаружении» подобных эвфемизмов строятся часто формы сатиры и иронической антифразы.

## Эвфемизмы в русской речи

### Эвфемизмы матерных слов
Согласно Мокиенко, популярным эвфемизмом «первого члена» обсценной триады является оборот «три буквы». Кроме очевидно эвфемистических матерных слов и словосочетаний (блин, блин горелый, бляха муха, ядрён батон, японда бихер, японский городовой), Мокиенко указывает на «подколодную змею русского мата» в безобидно выглядящих эвфемизмах «ёлочки зелёные!» и «матушки мои!».
Для ряда эвфемизмов (хер, хрен, фиг, долбать, звезда и т. п.) характерен почти полный перенос богатой словообразовательной парадигмы исходного матерного слова с сохранением семантики: херня, до хренища, офигительный, задолбался, звездёж и т. д. Такие эвфемизмы имеют довольно высокий потенциал обсценизации. В частности, уже почти полностью обсценным стал корень хер (изначально название буквы Х в старославянском алфавите).
Исследователи-филологи, работающие в этой области, сами используют эвфемизмы, обычно с намерением «расширить круг адресатов» их работ. Мокиенко указывает на эвфемистический псевдоним англ. Boris Sukitch Razvratnikov, под которым публиковал свои работы по обсценной лексике американский славист Виктор Фридман. Е. П. Сеничкина в своём словаре эвфемизмов для сохранения научного стиля использует термин «вместо прямого обозначения» и, в единичных случаях, замену букв в «прямых именованиях» звёздочками; при этом любители крепких слов отсылаются к словарю В. Буя «Русская заветная идиоматика», в котором с «исчерпывающей полнотой» описаны внелитературные эвфемизмы.
А. Плуцер-Сарно указывает на то, что, вследствие относительно слабой табуированности мата и высокого потенциала словообразования от матерных корней, эвфемизм матерного слова может восприниматься просто как более изощрённый и выразительный вариант исходного выражения.

## Социально значимые эвфемизмы
В документах, сообщениях средств массовой информации часто используются эвфемизмы, изменяющие эмоциональную окраску сообщения. Например: «негр» (американский) → «афроамериканец», «инвалид» → «лицо с ограниченными возможностями», «лицо с особенностями психофизического развития», «другой человек» (в некоторых странах); тюрьма → «места лишения свободы», «места не столь отдалённые». В советские времена слова «безродный космополит» и «сионист» зачастую служили заменой слов «еврей» или «жид». Выражение «авторитетный бизнесмен» («авторитетный предприниматель») употребляется прессой в качестве эвфемизма, когда автор хочет прозрачно намекнуть на причастность данной личности к преступной деятельности, но опасается претензий и обвинений в бездоказательности.
Названия малопрестижных работ тоже получают эвфемизмы: ассенизатор → «золотарь», курьер → «экспедитор», секретарь → «офис-менеджер», «ассистент», уборщик помещений → «клининг-менеджер», «оператор профессиональной уборки», уборщица → «техничка», дворник → «смотритель», сторож → «охранник». Такое переименование, приводящее к большому числу должностей с названиями «менеджер», характеризует шутка: «дворник — менеджер по внешней экологии» и «хаускипинконвайзер», «грузчик — менеджер логистики», «охранник — менеджер по нештатным ситуациям».

## Религиозные благозвучия
Чтобы обойти табу на прямое употребление имени дьявола, раньше применяли такие эвфемизмы, как «шут», «рогатый», «лукавый», «нечистый» и др.
В иудаизме считается недопустимым произносить имя Бога всуе (то есть напрасно, без причины), особенно недопустимым считается произносить собственное имя Бога. Поэтому при чтении еврейской Библии в местах, где упомянуто собственное имя Бога (ивр. יהוה‎), произносится «Адонай» — «Господь» (подробнее см. Тетраграмматон, еврейский язык и Иегова).

## Превращение эвфемизмов в табуированные слова
Новые обозначения «непристойных» предметов и явлений с течением времени теряют характер эвфемизмов, начинают восприниматься как прямое указание на «непристойный» предмет и в свой черёд становятся «непристойными». Так, в нейтральной речи для обозначения петуха и осла в английском языке используются соответственно «rooster» и «donkey», а для ласкового обращения к кошкам — «kitty», в то время как за изначальными «cock», «ass» и «pussy» прочно закрепилась обсценная форма. На этом свойстве эвфемизмов строится один из излюбленных приёмов «грубой комики» — игра так называемыми «прозрачными» эвфемизмами (например, глава IX «Гаргантюа» Рабле).
Подобная ситуация произошла и с цепочкой «negro» → «black» → «afro-american» (американский негр) или «lame» → «crippled» → «handicapped» → «disabled» → «differently abled» (инвалид).
Классическая цепочка из русского языка: нужник → сортир → уборная → клозет → туалет.
Впрочем, такая же ситуация существует и с дисфемизмами: дисфемизм со временем может потерять свою табуированность, например, фр. tête, итал. testa — голова < лат. testa — горшок при нейтральном caput.